# Elvasia brevipedicellata
Elvasia brevipedicellata är en tvåhjärtbladig växtart som beskrevs av Ernst Heinrich Georg Ule. Elvasia brevipedicellata ingår i släktet Elvasia och familjen Ochnaceae. Inga underarter finns listade i Catalogue of Life.